# Tamara Sorbian
Tamara Sorbian, także Tamara Sorbian-Kasprzycka i Tamara Kasprzycka (ur. 5 października 1952 w Warszawie, zm. 27 stycznia 2020 w Poznaniu) – polska reżyserka, scenarzystka i producentka.
Autorka filmów animowanych i dokumentalnych oraz scenariuszy filmowych. Reprezentowała nurt polskiej animacji lat 80. i 90.

## Życiorys
Absolwentka Wydziału Filozoficzno-Historycznego Uniwersytetu im. Adama Mickiewicza w Poznaniu (1972-1977).
Wolny słuchacz w Wyższym Zawodowym Studium Reżyserii Filmu Animowanego Państwowej Wyższej Szkoły Filmowej, Telewizyjnej i Teatralnej w Łodzi w latach 1980-1984.
Współpracowała z reżyserem i scenarzystą Jackiem Kasprzyckim. Realizowała filmy wraz ze Stanisławem Janickim i Eduardo Qiurogą.
Uprawnienia reżyserskie uzyskała w 1989. Twórczyni pierwszych animowanych spotów wyborczych (dla NSZZ „Solidarność” w wyborach roku 1989).
Pracowała w Muzeum Archeologicznym w Poznaniu (1977-1978), Wytwórni Filmów Oświatowych w Łodzi jako asystent reżysera i kierownika produkcji (1981-1985), Studio Miniatur Filmowych w Warszawie jako współscenarzysta i asystent reżysera (1983-1985), Zespole Filmowym „Dom” jako asystent reżysera i animator (1987-1988), Studio Filmowym im. K. Irzykowskiego jako współscenarzysta i asystent reżysera (1985-1987).
Od 1989 do 2001 w Telewizyjnym Studio Filmów Animowanych w Poznaniu jako reżyser, scenarzysta, scenograf, i asystent reżysera.
Następnie pracowała nad pełnometrażowym aktorsko-animowanym filmem o życiu i śmierci Brunona Schulza pod tytułem Czas Zatrzymany.
Członkini NSZZ „Solidarność” 1988-1998 (w Zarządzie Komisji Krajowej TVP 1989-92), Komitetu Porozumiewawczego Środowisk Twórczych i Naukowych w Poznaniu, Koła Scenarzystów, Koła Realizatorów Filmów dla Dzieci i Młodzieży Stowarzyszenia Filmowców Polskich w Warszawie (od 1994), Stowarzyszenia Kulturalnego "Artes" (członek założyciel od 1998), Poznańskiego Towarzystwa Filmowego 2000 (członek założyciel od roku 2000).
Jej mężem był reżyser Jacek Kasprzycki.

## Filmografia

### Współpraca reżyserska
- Ze Stanisławem Janickim w latach 1981-84.
- Z Eduardo Quirogą w latach 1982-83 w Wytwórni Filmów Oświatowych w Łodzi, film dyplomowy Oko w oko, produkcja PWSFTV i T oraz WFO w Łodzi.
- Z Jackiem Kasprzyckim w latach 1982-2000; scenarzysta i asystent reżysera: Studio Miniatur Filmowych w Warszawie 1983-86, Studio Filmowe im. Karola Irzykowskiego 1984-86; Zespół Filmowy „Dom”, asystent reżysera 1987-88; Telewizyjne Studio Filmów Animowanych|Telewizyjne Studio Filmów Animowanych w Poznaniu - 1989-2001

### Samodzielna praca jako reżyser, realizator, scenarzysta
- Telewizyjne Studio Filmów Animowanych w Poznaniu 1989-2000;

- Firma producencka „Scarlett-Feniks” w Poznaniu, współwłaścicielka 1992- 2001; współpraca z firmami i agencjami reklamowymi „Tranzyt Film” i „Video Film” 1988 - 99.
- Firma producencka „Sorbian Studio Tamara Kasprzycka”[4] (od 2012 roku)

### Realizacja filmów ze Stanisławem Janickim
- 1983: Konterfekty Króla Jegomości
- 1983: Chocim 11 listopada 1673, współpraca realizatorska
- 1983: Rapsod Królewski, współpraca
- 1983: Skarby Wawelskiej Katedry, współpraca produkcyjna
- 1983: Życie, męczeństwo i śmierć, współpraca realizatorska
- 1985: Józef Bem, współpraca realizatorska

### Realizacja filmu z Eduardo Quirogą
- 1982: Oko w oko, dyplom PWSFTviT

### Scenariusze do filmów realizowanych z Jackiem Kasprzyckim
- 1983: Mój Dom
- 1985: Zwykła Podróż
- 1986: Wnętrze
- 1992: Rondo Russo
- 1992: Dla Elizy
- 1993: Światło księżyca
- 1995: Piet Modrian
- 1997: Upadek Ikara

### Samodzielna reżyseria filmu według scenariuszaJana Zamojskiego
- 2000: Oburzające dropsy, z cyklu Czternaście bajek z Królestwa Lailonii Leszka Kołakowskiego dla TVP

### Samodzielna reżyseria filmów według własnych scenariuszy
- 1981: Czas zatrzymany, film autorski - produkcja niezależna, 16 mm
- 1989-1991: pierwsze w Polsce animowane plakaty wyborcze (dla NSZZ Solidarność),
- 1990: Adagio Cantabile (dla TVP S.A); udział filmu w licznych festiwalach m.in.; WRO 90 Wrocław, MFFK w Krakowie 1990, Animation Celebration Los Angeles 1991, EXPO 2000 w Hanowerze, Animation Celebration Summary, Los Angeles 2000
- 1991: Lacrimosa z Requiem d-moll Mozarta dla TVP; udział w festiwalu filmowym Huesca w 1992 roku
- 2005: Andante (według obrazów i twórczości kompozytorskiej Mikalojusa Konstantinasa Čiurlionisa
- 2005 - 2010: cykl Artyści Poznania i Wielkopolski
- 2012 - 2014: filmy o sztuce dokumentujące działalność CSW Znaki Czasu w Toruniu[5], m.in.: Teatr Życia, CSW 2012, CSW 2013, Performances in Toruń 2013, Koło Czasu 2012, Koło Czasu 2013, TORMIAR 2014, Koło Czasu 2014 -Dramat Wolności

## Nagrody i wyróżnienia
- Nagroda Specjalna na dla TVSFA w Poznaniu na Międzynarodowym Przeglądzie Filmów o Sztuce w Zakopanem za film „Piet Mondrian” 1996.
- Dyplom za reżyserię dla filmu Adagio Cantabile przyznany przez Organizatorów i Jury Biennale Filmów Animowanych BAB’99 w Bratysławie,
- „Złota Kreska” dla zespołu TVSFA za wielki wkład i rozwój polskiego filmu animowanego przyznana przez Komitet Organizacyjny i Jury VI Ogólnopolskiego Festiwalu Autorskich Filmów Animowanych OFAFA 2000 w Krakowie.